# Remembrance Beer
Remembrance Beer '14 - '18 is een Belgisch bier van hoge gisting.
Het bier wordt gebrouwen in Brouwerij Eutropius in Heule. 
Het is een blond bier met een alcoholpercentage van 9%. Het bier werd gebrouwen in samenwerking met twee Amerikaanse hobbybrouwers, ter gelegenheid van de herdenking in 2014 van het begin van de Eerste Wereldoorlog honderd jaar geleden.